# 三重県の市町村章一覧
三重県の市町村章一覧（みえけんのしちょうそんしょうのいちらん）は、三重県内の市町村に制定されている、あるいは制定されていた市町村章の一覧である。なお、一覧の順序は全国地方公共団体コード順による。廃止された市町村章は廃止日から順に掲載している。

## 市部
| 市       | 市章 | 由来                                       | 制定日         | 備考                                                                     |
| -------- | ---- | ------------------------------------------ | -------------- | ------------------------------------------------------------------------ |
| 津市     |      | 「つ」を図案化したもの                     | 2006年1月1日   | 色は緑色と青色が指定されている 2代目の市章である                         |
| 四日市市 |      | 「四」・「日」を図案化したもの             | 1897年8月1日   |                                                                          |
| 伊勢市   |      | 「I」・「S」・「E」を図案化したもの        | 2005年11月1日  | 色は「S」は緑色・「I」と「E」は青色に指定されている 2代目の市章である    |
| 松阪市   |      | 「マ」を図案化したもの                     | 2005年1月1日   | 色は青色が指定されている 2代目の市章である                               |
| 桑名市   |      | 水・緑・ハマグリを図案化したもの           | 2004年12月6日  | 色は上・中段が緑色で下段が青色である 2代目の市章である                   |
| 鈴鹿市   |      | 鈴鹿（スズカ）の形を表し、組み合わせたもの | 1944年12月1日  |                                                                          |
| 名張市   |      | 「名」を図案化したもの                     | 1954年6月1日   |                                                                          |
| 尾鷲市   |      | 「オ」と「鷲」を図案化したもの             | 1954年8月4日   |                                                                          |
| 亀山市   |      | 「山」を図案化したもの                     | 2005年3月31日  | 色は緑色と黄土色が指定されている 2代目の市章である                       |
| 鳥羽市   |      | 「ト羽」を図案化したもの                   | 1954年11月1日  |                                                                          |
| 熊野市   |      | 「ク」・「マ」・「ノ」を図案化したもの     | 2005年12月16日 | 色は青色・水色・緑色が指定されている 2代目の市章である                   |
| いなべ市 |      | 「い」を図案化したもの                     | 2004年12月1日  | 色は中央の楕円は緑色・「い」の左部分は青色・右部分は橙色が指定されている |
| 志摩市   |      | 「S」を図案化したもの                      | 2005年2月10日  | 色は緑色が指定されている                                                 |
| 伊賀市   |      | 「伊」を図案化したもの                     | 2004年11月1日  | 色は青色・赤色・緑色が指定されている                                     |

## 町村部
| 郡       | 町       | 町章 | 由来                                             | 制定日         | 備考                                                                                                 |
| -------- | -------- | ---- | ------------------------------------------------ | -------------- | --- |
| 桑名郡   | 木曽岬町 |      | 「き」を飛鳥と波を象徴し、図案化したもの         | 1978年4月1日   | 木曽岬村章として制定され、町制施行後に継承される 制定前は作成されていなかった                        |
| 員弁郡   | 東員町   |      | 「と」を図案化したもの                           | 1967年4月1日   | 制定前は作成されていなかった                                                                         |
| 三重郡   | 菰野町   |      | 「菰の」を図案化したもの                         | 1960年11月1日  | 制定前は作成されていなかった                                                                         |
| 三重郡   | 朝日町   |      | 三つの「ア」（=あさ）を図案化したもの            | 1964年7月24日  | |
| 三重郡   | 川越町   |      | 「川」と五つの「エ」（=ごえ）を図案化したもの    | 1965年10月27日 | |
| 多気郡   | 明和町   |      | 「明」の字を「日」と「月」に分解し図案化したもの | 1960年8月26日  | 制定前は作成されていなかった                                                                         |
| 多気郡   | 多気町   |      | 「タキ」を図案化したもの                         | 2006年1月1日   | 2代目の町章である 色は緑色と橙色が指定されている                                                     |
| 多気郡   | 大台町   |      | 「O台」を図案化したもの                          | 2006年1月10日  | 2代目の町章である 色は緑色・青色・水色が指定されている                                               |
| 度会郡   | 玉城町   |      | 「キ」を図案化し、全体を丸くして玉を表現したもの | 1965年5月6日   | 制定前は作成されていなかった                                                                         |
| 度会郡   | 度会町   |      | 「わ」を図案化したもの                           | 1968年1月1日   | 1960年3月（日付不明）に度会村章として制定され、町制施行後に再制定される 制定前は作成されていなかった |
| 度会郡   | 大紀町   |      | 「た」を図案化したもの                           | 2005年2月14日  | 色は赤色・青色・緑色が指定されている                                                                 |
| 度会郡   | 南伊勢町 |      | 「みい」を図案化したもの                         | 2005年10月1日  | |
| 北牟婁郡 | 紀北町   |      | 「K」で熊野灘を表し、図案化したもの              | 2005年10月11日 | 色は左上部分は青色・右側部分水色・中央が緑色・地色は白色が指定されている                             |
| 南牟婁郡 | 御浜町   |      | 「み」を末広がりの形に図案化したもの             | 1968年9月1日   | 制定前は作成されていなかった                                                                         |
| 南牟婁郡 | 紀宝町   |      | 「宝」を図案化したもの                           | 2006年1月10日  | 2代目の町章である 色は緑色と黄緑色が指定されている                                                   |

## 廃止された市町村章
| 市郡     | 町村       | 市町村章         | 由来 | 制定日                 | 廃止日         | 備考 |
| -------- | ---------- | ---------------- | --- | ---------------------- | -------------- | --- |
| 阿山郡   | 春日村     | 作成されていない | 作成されていない                                                                                               | 作成されていない       | 1959年1月10日  | |
| 員弁郡   | 石加村     | 作成されていない | 作成されていない                                                                                               | 作成されていない       | 1963年4月1日   | |
| 鈴鹿郡   | 鈴峰村     | 作成されていない | 作成されていない                                                                                               | 作成されていない       | 1967年4月1日   | |
| 安芸郡   | 豊里村     |                  | 不明 | 1960年代               | 1973年2月1日   | 制定前は作成されていなかった                                                                                       |
| 桑名郡   | 長島町     |                  | 不明 | 1956年9月30日          | 1974年8月1日   | 初代の町章である                                                                                                   |
| 名賀郡   | 青山町     |                  | 不明 | 1956年3月24日          | 1974年11月28日 | 初代の町章である 1956年4月1日に施行された 合併1周年を記念して制定された                                            |
| 員弁郡   | 員弁町     |                  | 「員」を図案化し、員弁の調和並びに勢いを象徴したもの                                                           | 1971年3月12日          | 2003年12月1日  | 制定前から使用されていた                                                                                           |
| 員弁郡   | 大安町     |                  | 「大」を安定的かつ雄飛的に図案化し、円満和気を表徴したもの                                                     | 1969年8月1日           | 2003年12月1日  | 制定前は作成されていなかった                                                                                       |
| 員弁郡   | 北勢町     |                  | 「北」を荒鷲の形に図案化したもの                                                                               | 1956年12月7日          | 2003年12月1日  | |
| 員弁郡   | 藤原町     |                  | 「ふ」を円形に図案化したもの                                                                                   | 1963年8月1日           | 2003年12月1日  | 制定前は作成されていなかった                                                                                       |
| 志摩郡   | 浜島町     |                  | 「は」を図案化したもの                                                                                         | 1967年10月18日         | 2004年10月1日  | 制定前は作成されていなかった                                                                                       |
| 志摩郡   | 大王町     |                  | 円と翼型にした「王」を組み合わせたもの                                                                         | 1969年10月3日          | 2004年10月1日  | 制定前は作成されていなかった                                                                                       |
| 志摩郡   | 志摩町     |                  | 「志ま」を図案化し飛び立とうとする鳥の姿に似せたもの                                                           | 1964年12月1日          | 2004年10月1日  | 志摩市立志摩中学校旗として採用されている 制定前は作成されていなかった                                              |
| 志摩郡   | 阿児町     |                  | 全体を真珠貝に象り、「ア」を図案化したもの                                                                     | 1960年10月5日          | 2004年10月1日  | 制定前は作成されていなかった                                                                                       |
| 志摩郡   | 磯部町     |                  | 「い」を図案化したもの                                                                                         | 1964年12月20日         | 2004年10月1日  | 制定前は作成されていなかった                                                                                       |
| 上野市   |            |                  | 栗の実の形に図案化した伊賀盆地の中央に「上」を図案化し、配置したもの                                           | 1941年9月10日          | 2004年11月1日  | 上野町制時の1905年9月に上野町章として制定し、市制施行後に継承され、更に1968年2月15日に再制定された                 |
| 阿山郡   | 伊賀町     |                  | 「いが」を組み合わせて図案化したもの                                                                           | 1966年7月26日          | 2004年11月1日  | |
| 阿山郡   | 島ヶ原村   |                  | 外側は滋賀県・京都府・奈良県に囲まれた村を表し、中側は「島」を中央に置いたもの                                 | 1973年7月26日          | 2004年11月1日  | 制定前は作成されていなかった                                                                                       |
| 阿山郡   | 阿山町     |                  | 「ア山」を図案化したもの                                                                                       | 1961年9月3日           | 2004年11月1日  | 阿山村章として制定され、町制施行後に継承された 制定前は作成されていなかった                                        |
| 阿山郡   | 大山田村   |                  | 「大山」を組み合わせて図案化したもの                                                                           | 1968年2月15日          | 2004年11月1日  | 制定前から存在していた                                                                                             |
| 名賀郡   | 青山町     |                  | 「a」を単純明快に図案化したもの                                                                                | 1974年11月28日         | 2004年11月1日  | 2代目の町章である 従来の町章の意味の役目を果たし終えたので合併20周年を記念して制定された1974年12月24日に施行された |
| 桑名市   |            |                  | 「桑」の略字体「桒」の字を分解して図案化し、四方を囲み、中央に「太陽」を配置したもの                           | 1937年4月1日           | 2004年12月6日  | 初代の市章である 初代桑名市長である貝塚栄之助の作品である                                                          |
| 桑名郡   | 多度町     |                  | 「多ド」を図案化し、「多」を「ト」で支えたもの                                                                 | 1958年5月1日           | 2004年12月6日  | |
| 桑名郡   | 長島町     |                  | 「ナ」を図案化したもの                                                                                         | 1974年8月1日           | 2004年12月6日  | 2代目の町章である                                                                                                  |
| 松阪市   |            |                  | 当時の市の木であるマツの木と松阪開府の基である蒲生家の鶴と伊勢の勾玉を象徴し、組み合わせたもの                 | 1935年3月15日          | 2005年1月1日   | 初代の市章である                                                                                                   |
| 一志郡   | 嬉野町     |                  | 「ウレシノ」を円形に図案化したもの                                                                             | 1956年3月6日           | 2005年1月1日   | 色は黒色と金色が指定されている                                                                                     |
| 一志郡   | 三雲町     |                  | 三つ（三つは「天」・「地」・「人」を表す）の雲を図案化し、その三つの道（三道）が互いに合い和したもの           | 1986年4月1日           | 2005年1月1日   | 三雲村制時の1955年3月21日に村章として制定され、町制施行後に継承された                                              |
| 飯南郡   | 飯南町     |                  | 二つの「イ（いい）」を左右に配置し、翼化し、図案化かつ示したもの                                               | 1966年8月1日           | 2005年1月1日   | 制定前は作成されていなかった                                                                                       |
| 飯南郡   | 飯高町     |                  | 「イイ」を組み合わせ、山と太陽を象ったもの                                                                     | 1966年8月1日           | 2005年1月1日   | 制定前は作成されていなかった                                                                                       |
| 亀山市   |            |                  | 「カメ山」を図案化したもの                                                                                     | 1954年10月1日          | 2005年1月11日  | 初代の市章である 1954年11月30日に再制定された                                                                      |
| 鈴鹿郡   | 関町       |                  | 「セ」を水平に図案化し、円を表したもの                                                                         | 1972年10月1日          | 2005年1月11日  | 制定前は作成されていなかった                                                                                       |
| 三重郡   | 楠町       |                  | 「くす」を合わせて、図案化したもの                                                                             | 1970年11月7日          | 2005年2月7日   | 1950年に制定され、1970年11月7日に正式制定された                                                                    |
| 度会郡   | 大宮町     |                  | 「大宮」を図案化したもの                                                                                       | 1963年7月1日           | 2005年2月14日  | 制定前は作成されていなかった                                                                                       |
| 度会郡   | 紀勢町     |                  | 「き」を図案化したもの                                                                                         | 1958年1月1日           | 2005年2月14日  | 1963年1月1日に再制定された                                                                                         |
| 度会郡   | 大内山村   |                  | 「大」を図案化したもの                                                                                         | 1961年8月8日           | 2005年2月14日  | |
| 度会郡   | 南勢町     |                  | 「ナンセイ」を図案化したもの                                                                                   | 1957年6月1日           | 2005年10月1日  | |
| 度会郡   | 南島町     |                  | 「ナ」を図案化したもの                                                                                         | 1964年6月1日           | 2005年10月1日  | 制定前は作成されていなかった                                                                                       |
| 北牟婁郡 | 紀伊長島町 |                  | 「ナ」を図案化し、魚と波を表したもの                                                                           | 1965年7月17日          | 2005年10月11日 | 長島町章として制定され、紀伊長島町改名後の1970年10月1日に改正し、継承された 制定前は作成されていなかった           |
| 北牟婁郡 | 海山町     |                  | 「海山」を波の形に円形に描き図案化したもの                                                                     | 1959年8月1日           | 2005年10月11日 | 制定前は作成されていなかった                                                                                       |
| 伊勢市   |            |                  | 宇治山田の「山田」を図案化し、中央に「田」を置き、四周に三弁の桜を配したもの                                   | 1907年4月1日           | 2005年11月1日  | 宇治山田市章として制定され、伊勢市改称後に継承され、初代の市章に使用されていた                                     |
| 度会郡   | 二見町     |                  | 「二」を象り、図案化したもの                                                                                   | 1966年11月15日         | 2005年11月1日  | |
| 度会郡   | 小俣町     |                  | 「小」を図案化したもの                                                                                         | 1958年10月20日         | 2005年11月1日  | |
| 度会郡   | 御薗村     |                  | 「み」を図案化したもの                                                                                         | 1980年9月8日           | 2005年11月1日  | 制定前は作成されていなかった                                                                                       |
| 熊野市   |            |                  | 「ク」を図案化し、先頭の水玉は熊野灘を表したもの                                                               | 1955年1月18日          | 2005年11月1日  | 1981年3月18日に改正され、同年4月1日に施行された 初代の市章である                                                   |
| 南牟婁郡 | 紀和町     |                  | 「キ」を図案化したもの                                                                                         | 1960年8月1日           | 2005年11月1日  | 制定前は作成されていなかった                                                                                       |
| 津市     |            |                  | 三つの「ツ」を重ねたもの                                                                                       | 1906年10月27日         | 2006年1月1日   | 初代の市章である                                                                                                   |
| 久居市   |            |                  | 「久」を図案化したもの                                                                                         | 1970年8月1日           | 2006年1月1日   | 久居町制時の1910年代前半に久居町章として制定されていたものを市制施行後に継承された                                 |
| 安芸郡   | 河芸町     |                  | 上弦は「カ」・下弦は「ワ」・三本線と三角形は「芸」を表したもの                                                 | 1959年6月27日          | 2006年1月1日   | 制定前は作成されていなかった                                                                                       |
| 安芸郡   | 芸濃町     |                  | 「芸」を図案化したもの                                                                                         | 1961年4月1日           | 2006年1月1日   | 制定前は作成されていなかった                                                                                       |
| 安芸郡   | 美里村     |                  | 「みさと」を図案化し、構成したもの                                                                             | 1974年10月1日          | 2006年1月1日   | 制定前は作成されていなかった                                                                                       |
| 安芸郡   | 安濃町     |                  | 「アノ」を図案化し太陽が昇るように示すことを表したもの                                                         | 1964年12月5日          | 2006年1月1日   | 安濃村章として制定され、町制施行後に継承された 制定前は作成されていなかった                                        |
| 一志郡   | 香良洲町   |                  | 周囲の三角形は三角州・伊勢湾沿いの松並木・魚の鱗を表し、中側には「カ」を図案化し、同時にナシと漁港を表したもの | 1968年6月8日           | 2006年1月1日   | 制定前は作成されていなかった                                                                                       |
| 一志郡   | 一志町     |                  | 合併前の大井村・波瀬村・川合村・高岡村の四村の調和と町の発展を図案化したもの                                   | 1956年1月 （日付不明） | 2006年1月1日   | |
| 一志郡   | 白山町     |                  | 「白山」を組み合わせて図案化したもの                                                                           | 1950年代後半           | 2006年1月1日   | 1959年以前には作成されていた                                                                                       |
| 一志郡   | 美杉村     |                  | 三つの三角形を表し、林業の山とスギを表したもの                                                                 | 1955年3月15日          | 2006年1月1日   | 合併1周年を記念して制定された                                                                                      |
| 多気郡   | 多気町     |                  | 「多キ」を組み合わせたもの                                                                                     | 1964年8月15日          | 2006年1月1日   | 初代の町章である 制定前は作成されていなかった                                                                      |
| 多気郡   | 勢和村     |                  | 五つの「せい」を円形に組み合わせ、和を表したもの                                                               | 1963年8月1日           | 2006年1月1日   | 制定前は作成されていなかった                                                                                       |
| 多気郡   | 大台町     |                  | 「大台」を図案化したもの                                                                                       | 1963年12月16日         | 2006年1月10日  | 初代の町章である 制定前は作成されていなかった                                                                      |
| 多気郡   | 宮川村     |                  | 山を表す三角形二つの「宮」の字の「呂」・真ん中の下側に「川」を意匠化したもの                                   | 1961年2月27日          | 2006年1月10日  | 1999年3月23日に一部を変更した 制定前は作成されていなかった                                                         |
| 南牟婁郡 | 紀宝町     |                  | 「き」を円形に図案化したもの                                                                                   | 1968年8月1日           | 2006年1月10日  | 初代の町章である 制定前は作成されていなかった                                                                      |
| 南牟婁郡 | 鵜殿村     |                  | 「鵜(鵜の鳥）」を簡略化し図案化したもの                                                                        | 1974年4月27日          | 2006年1月10日  | 制定前は作成されていなかった                                                                                       |

### 書籍
- 小学館辞典編集部 編『図典 日本の市町村章』（初版第1刷）小学館、2007年1月10日。ISBN 4095263113。
- 近藤春夫『都市の紋章 : 一名・自治体の徽章』行水社、1915年。NDLJP:955061
- 中川幸也『シリーズ人間とシンボル第2号「都市の旗と紋章」』中川ケミカル、1987年10月11日。
- 丹羽基二『日本の市章 （西日本）』保育社、1984年5月5日。
- 望月政治『都章道章府章県章市章のすべて』日本出版貿易株式会社、1973年7月7日。
- NHK情報ネットワーク『NHKふるさとデータブック5 [東海]』日本放送協会、1992年4月1日。

### パンフレット
- 松阪地方合併協議会『松阪地方合併協議会 慣行の取り扱いについて』松阪地方合併協議会。

### 都道府県書籍
- 三重県総務部総務課『三重県町村合併誌』三重県総務部総務課、1959年2月20日。
- 三重県要覧編集総局『三重県要覧』三重県要覧編集総局、1969年4月1日。

### 自治体書籍

#### 伊勢地区

##### 北勢
- 員弁町役場『員弁町例規集』三重県員弁郡員弁町。
- 北勢町役場『大安町例規集』三重県員弁郡大安町。
- 北勢町役場『北勢町例規集』三重県員弁郡北勢町。
- 藤原町役場『藤原町例規集』三重県員弁郡藤原町。
- 員弁町役場『町勢要覧「員弁」1984』三重県員弁郡員弁町、1984年8月31日。
- 大安町教育委員会『大安20年の歩み 大安町合併20周年記念誌』三重県員弁郡大安町、1983年3月。
- 北勢町役場『北勢町30周年記念要覧』三重県員弁郡北勢町、1985年。
- 藤原町民謡保存会『藤原の民謡 第二章』藤原町民謡保存会、1976年。
- 多度町役場『多度町例規集』三重県桑名郡多度町。
- 長島町役場『長島町例規集』三重県桑名郡長島町。
- 楠町例規集『楠町例規集』三重県三重郡楠町。
- 楠町史編纂委員会『楠町史』三重県三重郡楠町、1978年。
- 亀山市役所『旧・亀山市例規集』三重県亀山市。
- 関町役場『関町例規集』三重県鈴鹿郡関町。
- 川越町役場『川越町例規集』三重県三重郡川越町。

##### 中勢
- 嬉野町役場『嬉野町例規集』三重県一志郡嬉野町。
- 三雲町役場『三雲町例規集』三重県一志郡三雲町。
- 三雲町史編集委員会『ふるさと三雲 今と昔』三重県一志郡三雲町、1996年。
- 飯南町役場『飯南町例規集』三重県飯南郡飯南町。
- 飯高町役場『飯高町例規集』三重県飯南郡飯高町。
- 津市役所『旧・津市例規集』三重県津市。
- 久居市役所『久居市例規集』三重県久居市。
- 芸濃町役場『芸濃町例規集』三重県安芸郡芸濃町。
- 美里村役場『美里村例規集』三重県安芸郡美里村。
- 美里村村史編集委員会『美里村史 下巻』三重県安芸郡美里村、1994年。
- 安濃町役場『安濃町例規集』三重県安芸郡安濃町。
- 一志町役場企画課『一志町史 上巻』三重県一志郡一志町、1981年。
- 香良洲町教育委員会『香良洲町史』三重県一志郡香良洲町、1993年。
- 美杉村役場『美杉村例規集』三重県一志郡美杉村。
- 美杉村史編集委員会『美杉村史 下巻』三重県一志郡美杉村、1981年。

##### 南勢
- 南島町役場『南島町例規集』三重県度会郡南島町。
- 南島町町史編集委員会『南島町史』三重県度会郡南島町、1985年。
- 小俣町役場『小俣町例規集』三重県度会郡小俣町。
- 御薗村役場『御薗村例規集』三重県度会郡御薗村。
- 多気町役場『旧・多気町例規集』三重県多気郡多気町。
- 勢和村役場『広報せいわ 昭和38年8月1日号』三重県多気郡勢和村、1963年8月1日。
- 勢和村「20年のあゆみ」編集委員会『勢和村20年のあゆみ』三重県多気郡勢和村、1975年4月。
- 大台町役場『大台町例規集』三重県度会郡大台町。
- 大台町史編纂会『大台町史 通史編』三重県度会郡大台町、1996年8月。
- 大台町役場『大台町勢要覧』三重県度会郡大台町。
- 大台町役場『広報おおだい 昭和39年1月号』三重県度会郡大台町。
- 宮川村史編纂会『宮川村史』三重県度会郡宮川村、1994年。
- 宮川村役場『宮川村勢要覧』三重県度会郡宮川村。

#### 伊賀地区
- 上野市役所『上野市役所』三重県上野市。
- 島ヶ原村役場『島ヶ原村例規集』三重県伊賀郡島ヶ原村。
- 大山田村役場『大山田村例規集』三重県伊賀郡大山田村。
- 青山町史編纂委員会『青山町史』三重県名賀郡青山町、1979年。
- 青山町役場『青山町例規集』三重県名賀郡青山町。

#### 志摩地区
- 浜島町役場『浜島町例規集』三重県志摩郡浜島町。
- 大王町役場『大王町例規集』三重県志摩郡大王町。
- 志摩町役場『志摩町例規集』三重県志摩郡志摩町。
- 阿児町役場『阿児町例規集』三重県志摩郡阿児町。
- 磯部町役場『磯部町例規集』三重県志摩郡磯部町。

#### 紀伊地区
- 長島町役場『紀伊長島町例規集』三重県北牟婁郡紀伊長島町。
- 海山町役場『海山町例規集』三重県北牟婁郡海山町。
- 熊野市役所『旧・熊野市例規集』三重県熊野市。
- 紀和町役場『紀和町例規集』三重県南牟婁郡紀和町。
- 紀宝町役場『旧・紀宝町例規集』三重県南牟婁郡紀宝町。
- 鵜殿村役場『鵜殿村例規集』三重県南牟婁郡鵜殿村。